# زنبور عسل (سرده)

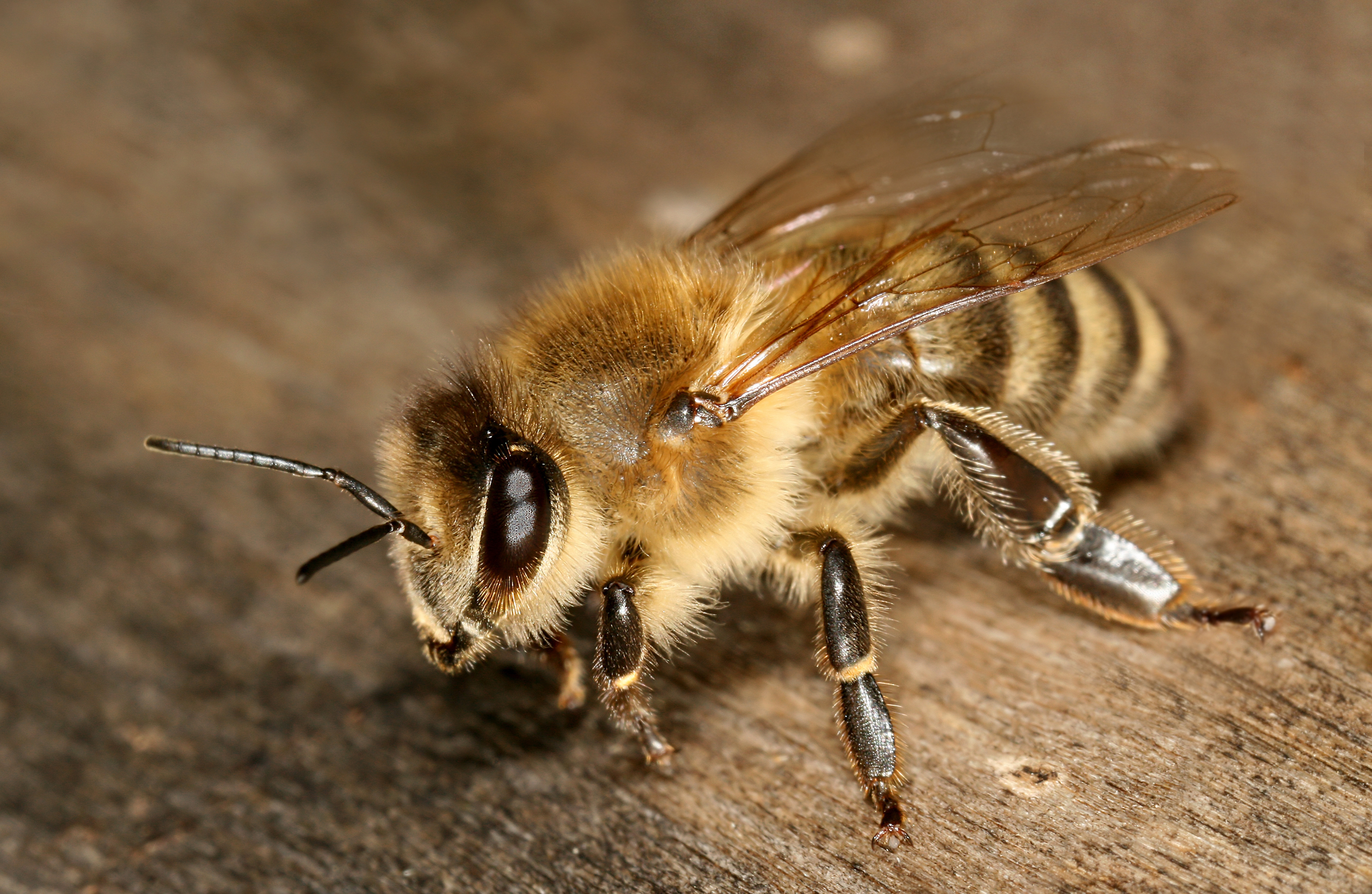
نوعی زنبور عسل اروپایی

زنبور عسل یا مُنج گونه‌ای زنبور است که عسل می‌سازد. زنبور عسل این کار را با گردآوری شهد گل‌ها در کندو انجام می‌دهد. در فارسی به زنبور عسل منگ، منج، گُنج و مگس انگبین هم گفته می‌شود.
زنبورهای هر کندو یکی از سه نوعِ زنبور ملکه، زنبور نر و زنبور کارگر هستند.
زنبور عسل از حشرات اجتماعی است حتی اگر در خارج از کندو دارای غذای کافی باشد نمی‌تواند به تنهایی زندگی کند.
به دلیل نقش بسیار مهم زنبورعسل در گرده‌افشانی و افزایش باروری محصولات کشاورزی و میوه‌ها، سازمان جهانی غذا و کشاورزی یا فائو روز ۲۰ می هر سال را به عنوان «روز جهانی زنبور» نامگذاری کرده‌است.
از گذشته زنبورعسل و انسان رابطه تنگاتنگی با هم داشته‌اند. از حدود ۲۵۰۰ سال پیش از میلاد انسان‌ها به زنبورداری روی آوردند. به نظر می‌رسد این کار اول در بین‌النهرین یا مصر صورت گرفت. در قرن ۱۵ و ۱۶ میلادی زنبورداری با پیشرفت زیادی روبه‌رو شد. با اختراع کندو‌های مدرن به دست لورنزو لورین لانگستروت در آمریکا انقلابی در این صنعت به وجود آمد.
زنبورهای عسل امروزه به چهار دسته کلی تقسیم می‌شوند:
_زنبور عسل درشت
یک شانک بزرگ می‌سازد و به صورت فصلی کوچ می‌کند. بومی شرق و جنوب شرق آسیاست.
_زنبور عسل کوچک
بومی بخش‌هایی از جنوب آسیاست و در گرده‌افشانی نقش مؤثری دارد. مانند زنبورعسل بزرگ یک شان می‌سازد اما رفتارش نسبت به زنبورعسل درشت آرام‌تر است.
_زنبور عسل هندی
از زنبورهای مورد استفاده برای پرورش در مناطقی از هند، آسیای میانه، و بخش‌هایی از چین مورد استفاده قرار می‌گیرد. فرار از کندوها در صورت استرس زیاد صورت می‌گیرد. کنه واروا از این زنبور به نژادهای اروپایی سرایت کرد.
_زنبور عسل اروپایی

## ملکه

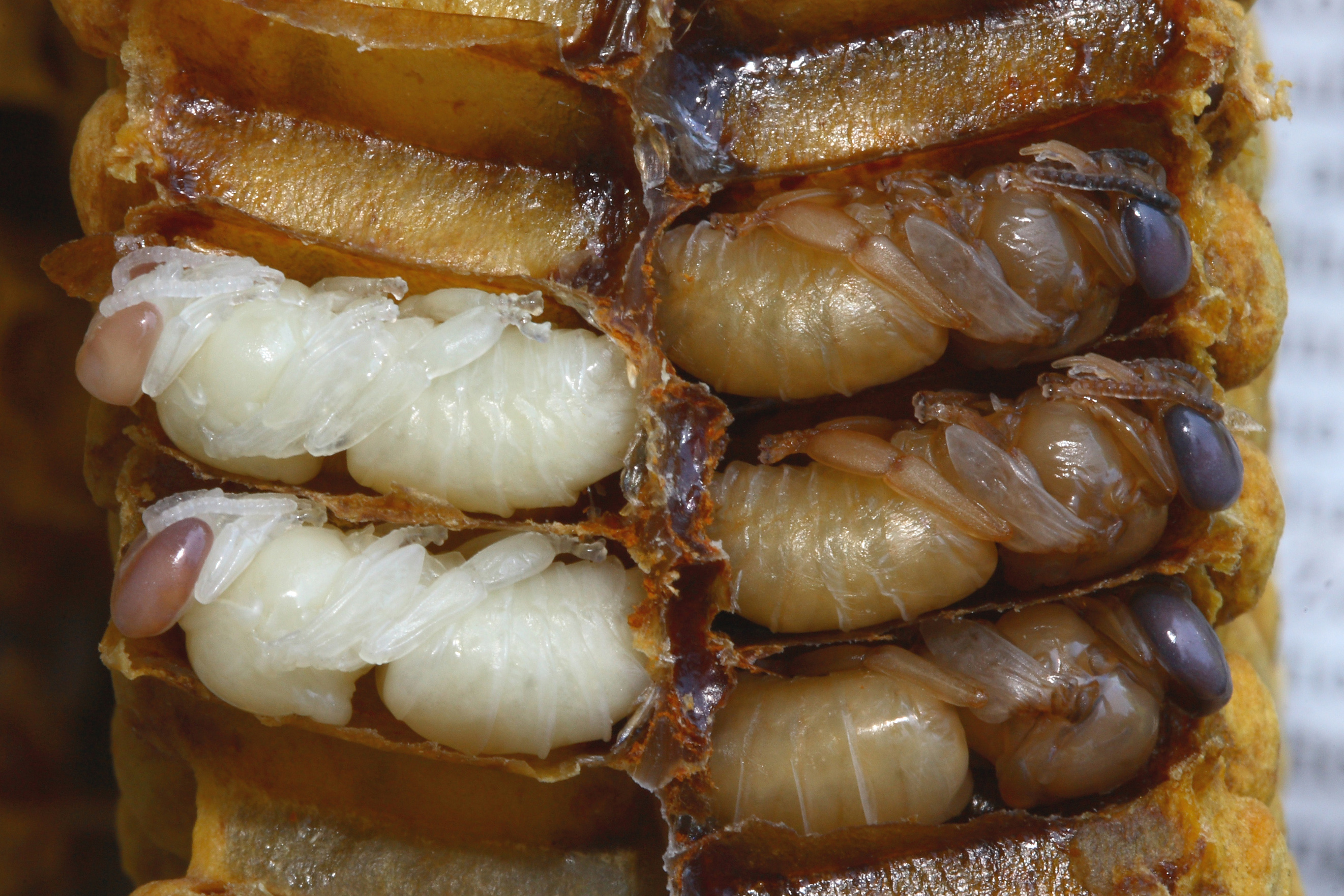
شفیره زنبورهای نر (زنبورهای عسل) در کندو شفیره‌های سمت راست چند روز بزرگتر هستند

زنبور ملکه، مادر اکثر زنبورهای موجود در کندو است. جنسیت ملکه ماده بوده و مهم‌ترین وظیفه‌اش تخم‌گذاری است. ملکه رهبر کندو محسوب شده و اگر ملکه را بردارند یا کشته شود و جانشینی برای او وجود نداشته باشد، بعد از سه یا چهار ساعت تمام کارهای کندو متوقف می‌شود و زنبورها بعد از مدتی، (حدوداً دو روز) اگر داخل کندو تخم روز وجود داشته باشد، تولید شفیره ملکه برای تولید ملکه جدید را آغاز می‌کنند. پس از مدت دو هفته ملکه‌ها از شفیره بیرون می‌آیند و باهم مبارزه می‌کنند تا سرانجام قوی‌ترین آن‌ها دوباره رهبری کند و کار را به عهده می‌گیرد اما اگر تخم روز داخل کندو نباشد، پس از مدت کوتاهی کارگران بکرزایی را آغاز می‌کنند و کندوی نر ریز می‌شود و در معرض نابودی قرار می‌گیرد. ملکه از پایان فروردین تا پایان خرداد در شرایط متعادل روزانه حدود ۱۵۰۰ تا ۴۰۰۰ تخم می‌گذارد. ملکه‌ها و کارگرها از تخم‌های بارورشده (۳۲ کروموزوم) و نرها از تخم‌های بارورنشده (۱۶ کروموزوم)، به وجود می‌آیند. طول بدن ملکه بستگی به هر نژاد متفاوت است و به‌طور طبیعی بیش از ۵ سال می‌تواند زنده بماند. در زنبورداری تجاری به علت کاهش تخم‌ریزی بیش از دو سال از یک ملکه استفاده نمی‌شود. (در سال اول ۵۰٪ و در سال دوم ۲۵٪ تخم‌ریزی می‌کند و در سال‌های آینده ۲۵٪ تخم می‌گذارد به همین دلیل زنبوردار، ملکه را در سال سوم حذف می‌کند). ملکه زنبور عسل در زمان شفیرگی، عسل و گرده نمی‌خورد و به جای آن ژل رویال که از غدد ترشحی زنبوران کارگر می‌باشد مصرف می‌کند و به دلیل همین تک‌غذا بودن در ۵ روز اول زندگی ۱۲۵۰ برابر بزرگ‌تر از دیگر زنبورها می‌شود و عمر این زنبور از حدود ۴۵ روز به ۵ تا ۷ سال افزایش پیدا می‌کند و شفیره‌ای که از عسل و گرده تغذیه شود، هیچ‌گاه به ملکه تبدیل نشده و کارگر خواهد شد. ملکه تا آخر عمر توسط ژل رویال تولیدی کارگران تغذیه می‌شود.

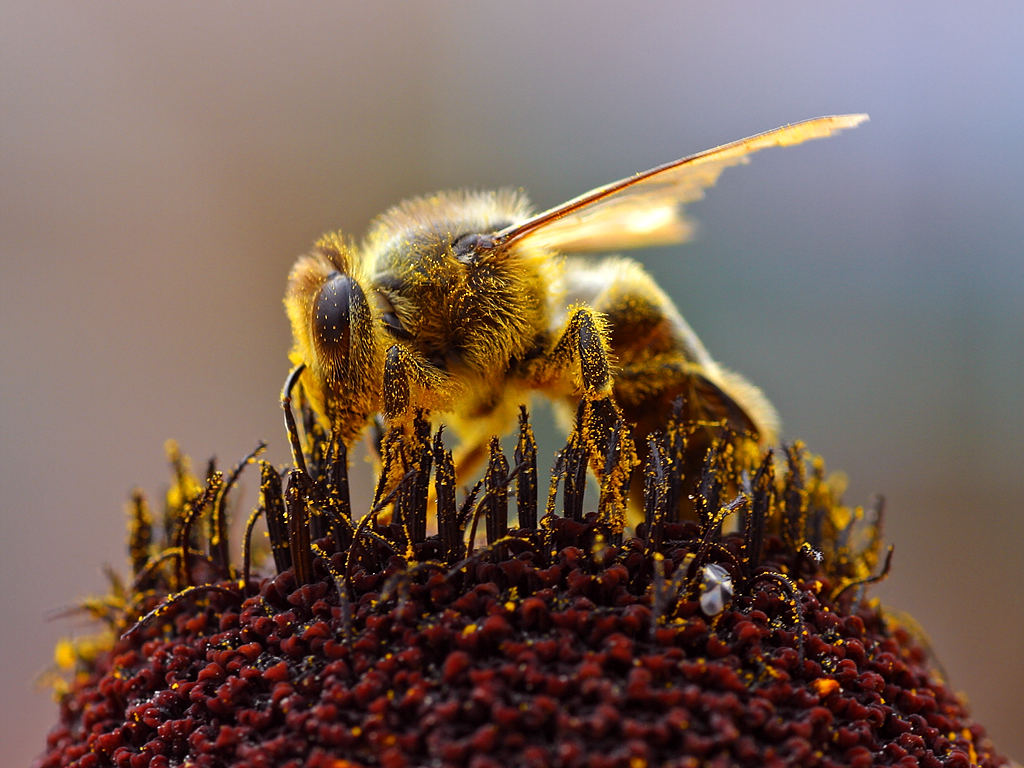
زنبور عسل در حال جمع‌آوری شهد گل

از فرآورده‌های زنبور عسل می‌توان به ۱-عسل ۲-موم ۳-بره موم ۴-ژله رویال ۵-گرده ۶-زهر اشاره کرد.

## زنبور نر
تخم‌های بارورنشده ملکه به زنبورهای نر تبدیل می‌شوند. حجره‌های محل پرورش زنبورهای نر نسبت به زنبورهای کارگر بزرگ‌تر است. زنبورهای نر بدون نیش و توانایی جمع‌آوری گرده و شهد هستند و تنها وظیفه آنها جفت‌گیری با ملکه است. آنها تعداد کمتری نسبت به زنبورهای کارگر دارند. زنبورهای نر سر و بال‌های بزرگی دارند و تا می‌توانند عسل می‌خورند.
البته زنبورهای نر پس از جفت‌گیری می‌میرند و عمر آنها تقریباً ۲۴ روز است. گرچه زنبورهای نر از نظر ژنتیکی هاپلوئید هستند ولی Rothenbuhler تخستین بار در سال ۱۹۵۷ نرهای زنبور عسل را مشاهده کرد که ترکیب بافت‌های آن هاپلوئید و دیپلوئید بودند.
متعاقب آن محققین دیگر این اکتشاف را تأیید کردند. تا پیش از این کشف چنین تصور می‌شد که تخم‌های هموزیگوت دیپلوئید می‌میرند و قابلیت ادامه حیات نداشته و نمی‌توانند به زنبور نر تبدیل شوند. ولی Woyke در سال ۱۹۶۲ و ۱۹۶۳ ثابت کرد که تخم‌های دیپلوئید نر تفریخ شده ولی لاروهای حاصله به وسیله زنبورهای کارگر خورده می‌شوند. این پژوهشگر در مطالعات مختلف به این نتیجه رسید که تخم‌های دیپلوئید نر که در شرایط طبیعی توانایی ادامه حیات ندارند را می‌توان به‌طور مستقل و جداگانه از کلنی و در داخل انکوباتور پرورش داده تا اینکه تبدیل به زنبور نر دیپلوئید شوند.
Woyke در سال ۱۹۶۷ در بیست و یکمین کنگره بین‌المللی تحقیقات زنبور عسل، علت خورده شدن لاروهای نر دیپلوئید در داخل کندو توسط زنبورهای کارگر را بدین صورت گزارش نمود که فرمون مخصوصی توسط لاروهای نر دیپلوئید ترشح می‌شود که زنبورهای کارگر با دریافت این فرمون به وجود آنها پی برد و رفتار غریزی همخوارگی آنها تحریک شده که سبب خوردن اینگونه لاروها می‌گردد.

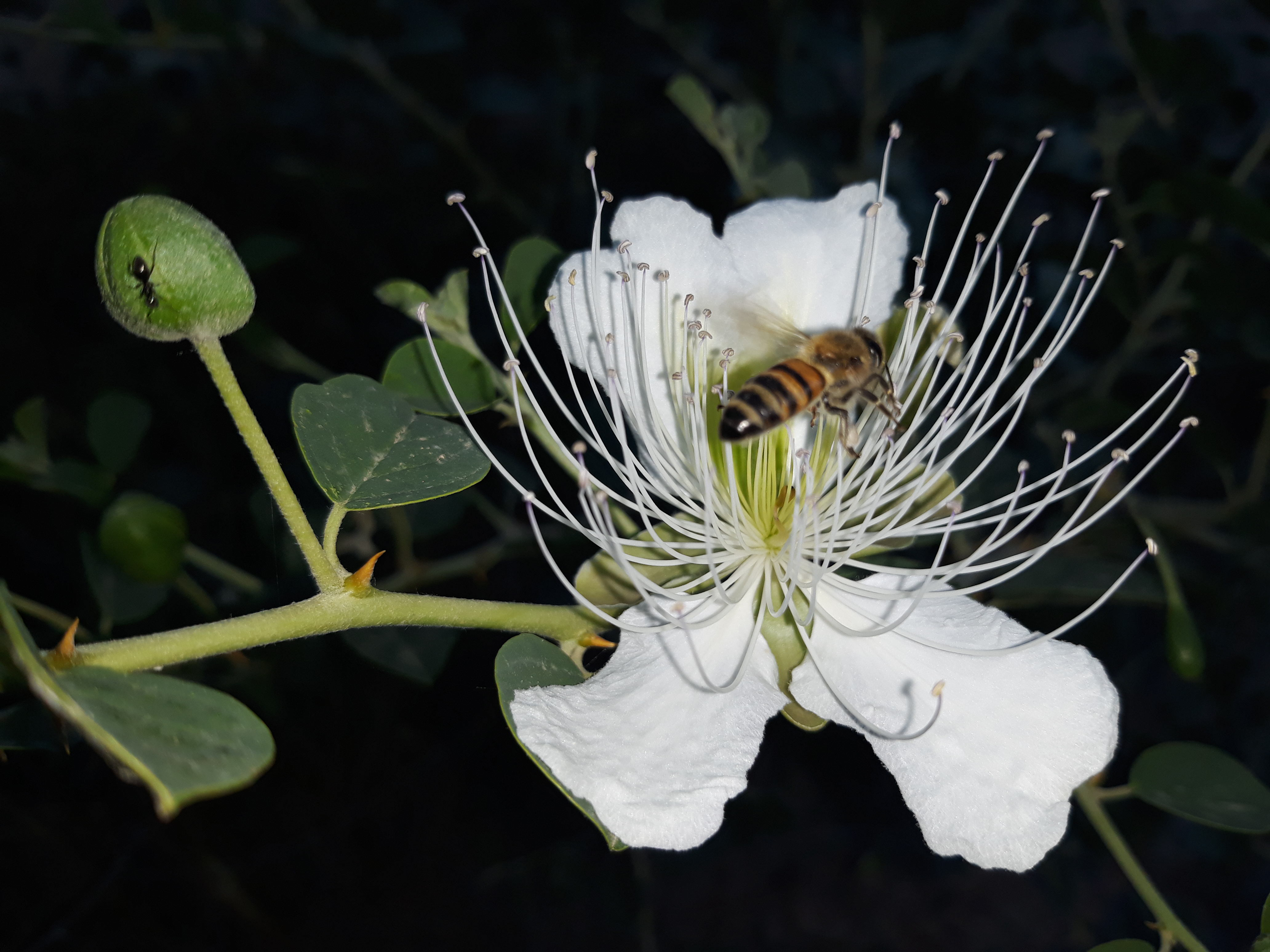
زنبور عسل در حال جمع‌آوری شهد گل کبر

## زنبور کارگر
جنسیت زنبورهای کارگر ماده بوده و بیشتر جمعیت کندو را تشکیل می‌دهند. طول بدن آن‌ها تقریباً ۱۰ میلی‌متر می‌باشد. در یک کندوی قوی با بیش از ۱۰ قاب، حدود ۷۰ هزار زنبور کارگر وجود دارد. زنبورهای کارگر با اینکه ماده هستند توانایی بارور شدن ندارند؛ ولی در صورت نبودن ملکه در کندو می‌توانند تخم‌ریزی کنند؛ که در زنبورداری نرزا گفته می‌شود؛ که این تخم‌ها به دلیل عقیم بودن زنبور کارگر به زنبور نر تبدیل می‌شود.
نیش زنبورهای ماده خاردار بوده و طول آن در حدود ۱ میلی‌متر می‌باشد. به خاطر وجود همین خارها پس از نیش زدن و ورود زهر به بدن موجوداتی که ساختار گوشتی دارد نیش در پوست گیر کرده و موجب جدا شدن کیسه زهر از زنبور می‌شود؛ و پس از چند دقیقه زنبوری که نیش زده خواهد مرد.
این باور اشتباه وجود دارد که زنبورها به صورت آگاهانه اقدام به نیش زدن می‌کنند و به عبارتی خود را فدا می‌کنند ولی زنبورها به هیچ وجه نمی‌دانند بعد از نیش‌زدن کیسهٔ زهرشان پاره خواهد شد.

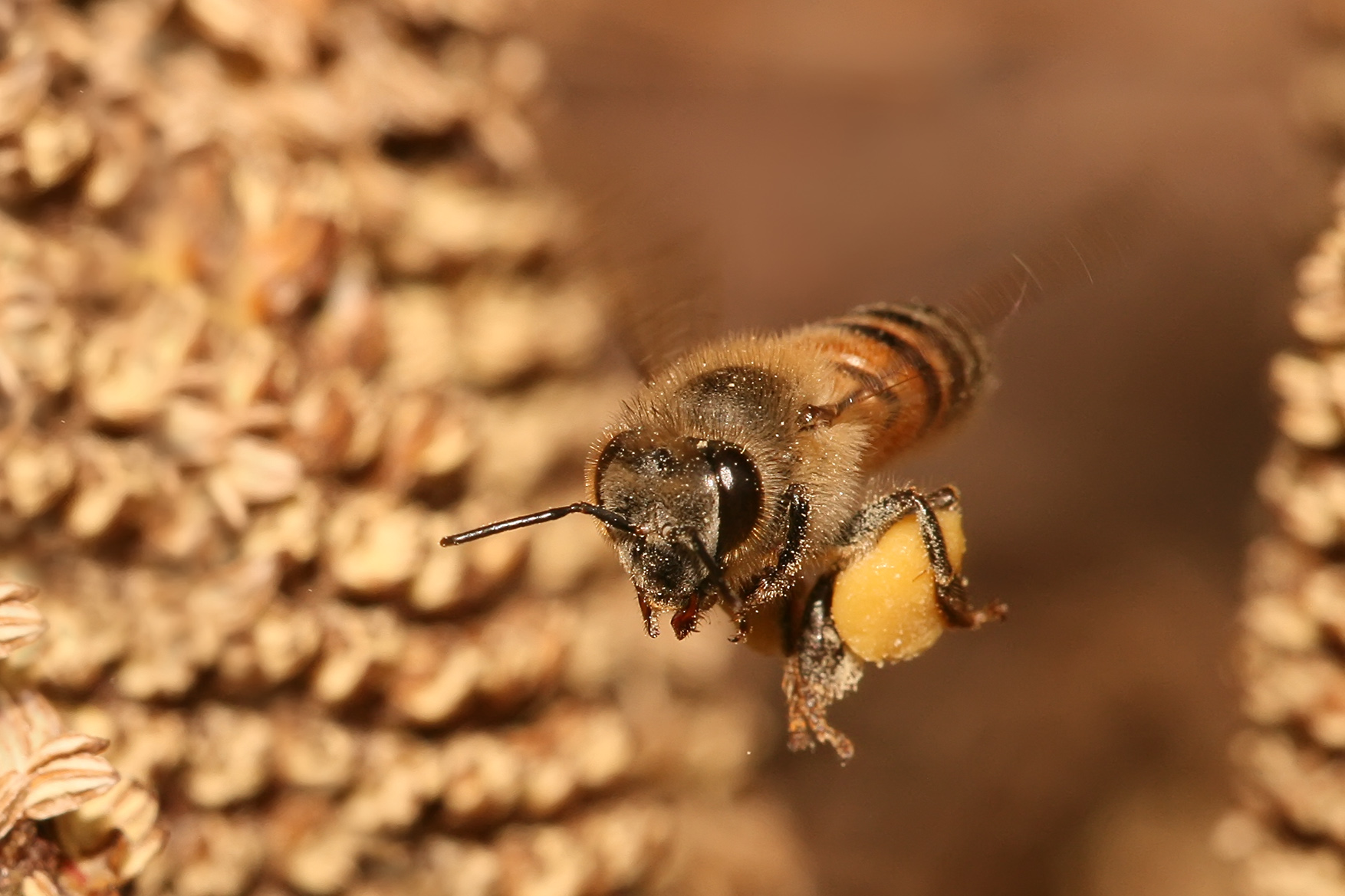
زنبور کارگر در حال حمل گرده گل به سمت کندو

### وظایف زنبورهای کارگر
- رفتن به خارج از کندو و تهیه عسل از شیره گل‌ها
- جمع‌آوری گرده گل
- تغذیه نوزادان
- تهیه صمغ برای پوشاندن شکاف‌ها و روزنه‌ها جهت جلوگیری از ورود نور و مواد خارجی به کندوکه به آن بره موم می‌گویند.
  - تهیه آب برای ادامه حیات و نمک برای رشد نوزادان
- نگهبانی و رسیدگی به وضع نوزادان و ملکه و پرستاری از آنان
- تمیز کردن کندو و تهیه هوای مورد نیاز آن
- انبار کردن اندوخته‌ها و مرمت کندو

تعدادی از کارگران در هر ساعت شیره دویست تا سیصد گل را مکیده و به کندو می‌آورند و به مأمورهای حمل و نقل تحویل می‌دهند و آن‌ها نیز عسل دریافت کرده را انبار می‌کنند. در ورودی لانه چندین زنبور پاسداری می‌کنند و مانع ورود حشرات بیگانه و غارتگر می‌شوند. در داخل کندو عده‌ای مأمور نظافت هستند و فضولات زنبوران نر را که کاری جز خوردن عسل ندارند از کندو بیرون می‌برند. چند زنبور هم با بال زدن پیوسته حرارت کندو را تعدیل و هوا را تهویه می‌کنند. پرستاران هم مواد غذایی را به نوزادان و ملکه می‌رسانند. غذای ملکه ژل رویال می‌باشد.

## نوزادان
نوزادان پس از خروج از تخم بعد از طی دو مرحله به صورت زنبور کامل در می‌آیند. در مرحله اول به صورت کرم‌های سفیدی هستند و در خانه‌های کوچکی به سر می‌برند و پرستاران به آن‌ها غذا می‌رسانند و پس از چند روز به صورت زنبورهایی در می‌آیند که هنوز کامل نشده‌اند و به حالت خوابیده و خشک شده به سر می‌برند (مانند حالت پروانه ابریشم در پیله) به این جهت غذا نمی‌خورند تا وقتی که به صورت حشره کامل درآیند.

## رفتار زنبورهای عسل
زنبورهای عسل موجودات اجتماعی هستند و در کلنی‌ها زندگی می‌کنند. با این حال آن‌ها رفتارهای خشونت‌آمیزی را داخل کلنی‌ها نشان می‌دهند. زنبورهای نر در هوای سرد از لانههای خود خارج می‌شوند و ملکه گاهی ملکه‌های دیگر را به دلیل سلطه‌گری از بین می‌برد.
اگرچه زنبورهای عسل نقش مهمی را در گرده‌افشانی و محیط زیست ایفا می‌کنند، باید اقداماتی صورت گیرد تا اطمینان حاصل شود که کندوها در نزدیکی خانه شما وجود نداشته باشند، به علت اینکه امکان نیش زدن وجود دارد.

## گستره پراکندگی زنبورهای عسل

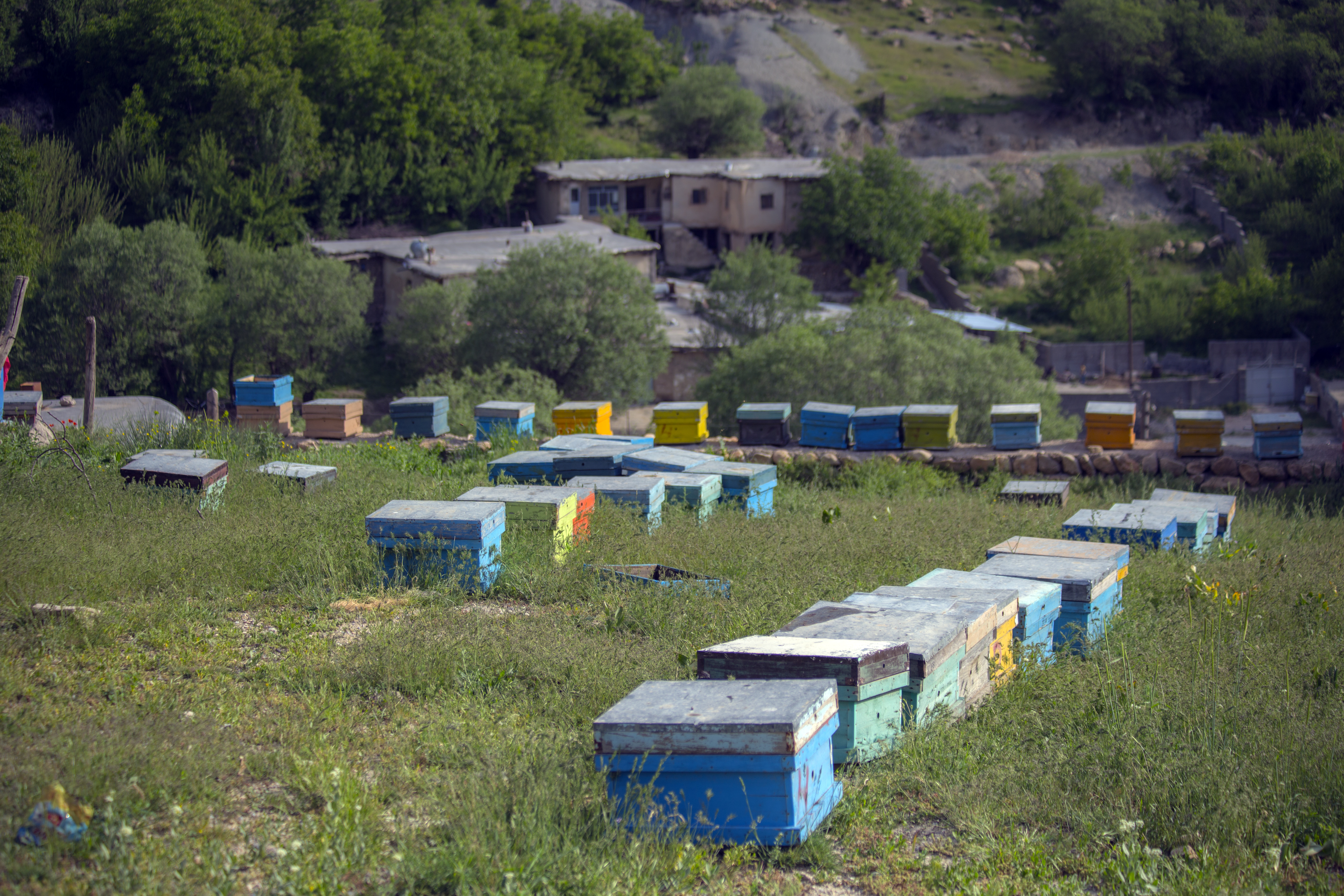
کندوهای زنبور عسل در منطقه خفر پادنا

گونه‌های زنبور عسل که در سراسر جهان یافت شده‌اند و در موقعیت‌های مختلف دیده می‌شوند، شامل اروپا و ایالات متحده آمریکا می‌شوند. آن‌ها در تابستان و اواخر بهار بیشتر قابل مشاهده هستند، درست زمانی که ملکه‌های جدید با هزاران زنبور کارگر برای ساخت لانه‌های جدید کلنی‌های قدیمی شان را ترک می‌کنند، در این زمان، گروه‌های بزرگی از زنبورها را می‌توان در کنار یکدیگر پیدا کرد تا مکان جدیدی برای لانه انتخاب کنند.
ازدحام شدیدی تقریباً ۲۴ ساعت برای استقرار لانه جدید برقرار می‌شود. در حالی که بیشتر این ازدحام‌ها بی‌ضرر هستند، گونه‌های خاصی از زنبورها شدیداً مهاجم هستند و ممکن است ناخواسته حمله کنند.
از آنجا که زنبورهای عسل در سراسر جهان یافت می‌شوند، طبیعت و رفتار آن‌ها متفاوت است. در حالی که زنبورهای عسل ایتالیایی مطیع هستند، زنبورهای عسل آلمانی و آفریقایی رفتارهای شدیداً تدافعی دارند.
با این وجود، همهٔ زنبورهای عسل زمانی که تحریک می‌شوند، حالت تدافعی می‌گیرند و می‌توانند انسان‌ها یا جانوران را از خود دور کنند.

## زنبور عسل و باروری گل‌ها

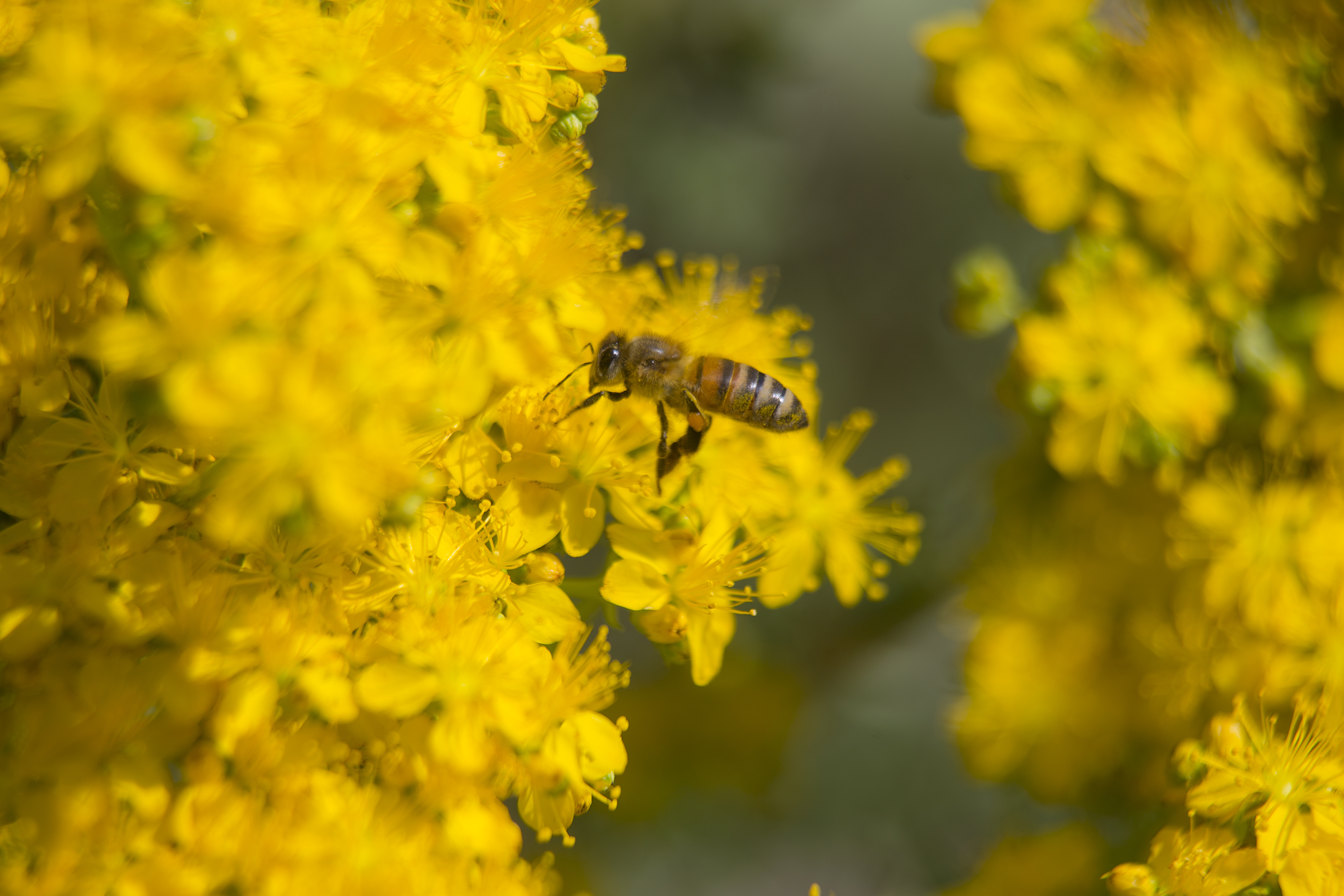
یک زنبور عسل در حال جمع‌آوری شهد گلها

برآورد می‌شود که زنبور عسل در تهیه و تولید یک سوم غذای بشری سهیم باشد؛ و این بدان معنی نیست که عسل یک سوم غذای بشری است، بلکه باید گفت که زنبور عسل نقش مهمی در باروری گیاهان دارد و اگر زنبور نبود چه بسا که در بسیاری از اوقات باروری گیاهان امکان‌پذیر نبود.
زنبور عسل وقتی بر روی گلی می‌نشیند، دانه‌های گرده را از اندام نرینه گل (پرچم) با خود برمی‌دارد و هنگامی که به سوی گل دیگری می‌رود، با این دانه‌های گرده اندام مادینه گیاه (تخمدان) را بارور می‌سازد، وبنا به اظهارات اتحادیه ملی پرورش دهندگان زنبور عسل در فرانسه، زنبور عسل اقدام به تلقیح و باروری گل آفتابگردان و درختان سیب به میزان ۷۰٪ و توت فرنگی و گیلاس به میزان ۸۰٪ و درختان میوه دار کوچک به میزان ۹۰٪ و شبدر و یونجه بنفش به میزان ۱۰۰٪ می‌نماید و اگر زنبور عسل نباشد، میزان تولیدات گیاهی به شدت کاهش می‌یافت و بدین گونه قبل از این که به موضوع اهمیت تولید عسل بپردازیم، باید کمی واقع بین باشیم و دریابیم که زندگی ما بدون زنبور عسل بسیار دشوار می‌شد. باغداران و کشاورزان به خوبی از نقش زنبور عسل در باروری گیاهان و افزایش محصولات کشاورزی آگاه هستند و به همین علت هیچ‌گاه در اجاره دادن باغ‌های خود به پرورش دهندگان زنبور عسل تردید نمی‌کنند و بدین وسیله سعی می‌کنند که میزان تولید محصولات خود را دوبرابر سازند.
جمع‌آوری شهد - گرده - آب - بره موم - پاسبانی از کندو - تولید عسل - رسیدگی به ملکه - پرورش نوزادان - رسیدگی به کندو و پاکیزگی آن از بیشترین وظایف زنبورهای کارگر می‌باشد.

## زهر زنبور عسل و زنبور درمانی
زهر زنبور یک مایع بی‌رنگ اسیدی است.

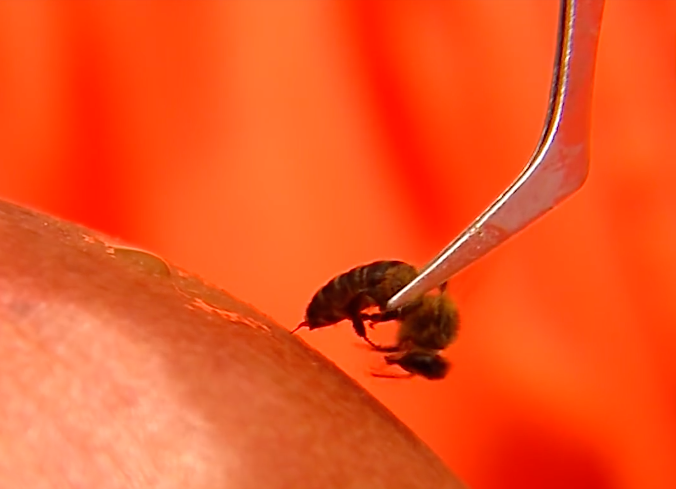
استفاده از نیش زنبورعسل در زنبور درمانی

زنبورها زمانی که احساس خطر کنند، این زهر را از طریق نیش خود به بدن هدف می‌رسانند. زهر زنبور عسل هم شامل مواد التهاب‌آور و هم ضدالتهاب است. ملیتین که ماده ای شامل ۲۶ نوع امینواسید است، نزدیک به ۵۰٪ وزن ماده خشک زهر زنبور را تشکیل می‌دهد و نتایج برخی از تحقیقات نشان داده‌است که این ماده می‌تواند خواص ضدویروس، ضدباکتری و ضدسرطان داشته باشد.
این زهر اصلی‌ترین عامل درد نیش زنبور می‌باشد.
زهر زنبور هم چنین دارای آپامین پپتید (peptides apamin) و آدولاپین (adolapin) می‌باشد. با اینکه این مواد به عنوان زهر عمل می‌کنند، نشان داده شده‌است که این مواد خاصیت ضدالتهاب و ضددرد دارند.
زهر زنبور عسل هم دارای خواص مثبت و همچنین خواص منفی برای سلامتی انسان است.
واکنش‌های منفی به زهر زنبور در زنبوردرمانی متداول است. قرار گرفتن در معرض زهر زنبور به صورت پیوسته می‌تواند سبب آرتروپاتی شود.

## تهدیدها
بر اساس یک پژوهش که سال ۲۰۱۵ در دانشگاه نیویورک انجام شد، تغییر اقلیمی کره زمین تأثیر ویرانگری بر جمعیت زنبور عسل در نیمکره شمالی گذاشت و سبب کاهش سریع جمعیت آن‌ها شده‌است. در آمریکای شمالی این کاهش به بیش از ۹۰ درصد خواهد رسید.